# Octavia Hill
Octavia Hill (Wisbech, 3 december 1838 - Marylebone, 13 augustus 1912) was een Britse sociaal hervormster en pionier op het gebied van volkshuisvesting en maatschappelijk werk. Haar voornaamste zorg lag bij het welzijn van de inwoners van steden, vooral Londen, in de tweede helft van de negentiende eeuw. Geboren in een gezin met een sterke toewijding aan het verlichten van armoede, groeide ze zelf op in moeilijke omstandigheden als gevolg van het financiële falen van de bedrijven van haar vader. Zonder formele opleiding werkte ze vanaf haar veertiende voor het welzijn van werkende mensen.
Hill was een drijvende kracht achter de ontwikkeling van sociale huisvesting, en haar vroege vriendschap met John Ruskin stelde haar in staat hun theorieën in praktijk te brengen met behulp van zijn initiële investering. Ze geloofde in zelfredzaamheid en maakte er een belangrijk onderdeel van haar huisvestingssysteem van dat zij en haar assistenten hun huurders persoonlijk kenden en hen aanmoedigden om zichzelf te verbeteren. Ze was tegen gemeentelijke huisvesting, omdat ze vond dat het bureaucratisch en onpersoonlijk was. Met huisvesting is startpunt ondernam ze aanvullende activiteiten zoals de aanleg van tuinen, een speelplaats voor de kinderen, en sociaal-cultureel clubwerk.
Een andere zorg van Hill was de beschikbaarheid van open ruimtes voor arme mensen. Ze voerde campagne tegen de ontwikkeling van bestaande groene gebieden in de voorsteden, en hielp mee om de Hampstead Heath van Londen te beschermen tegen bebouwing. Ze was een van de drie oprichters van de National Trust, opgericht om plaatsen van historisch belang of natuurlijke schoonheid te behouden voor het plezier van het Britse publiek. Ze was een van de oprichters van de Charity Organization Society (nu de liefdadigheidsinstelling Family Action) die de armenzorg wil moderniseren en pionierde met een huisbezoekdienst die de basis vormde voor moderne maatschappelijk werk. In Nederland inspireerde zij sociaalwerkpioniers zoals Helena Mercier, Arnold Kerdijk, Marie Muller-Lulofs, Johanna ter Meulen en Louise Went.
Hills nalatenschap omvat de grote bedrijven van de hedendaagse National Trust, verschillende huisvestingsprojecten lopen nog steeds volgens haar lijnen, een traditie van training voor huisvestingsmanagers en het Octavia Hill Birthplace House, opgericht door de Octavia Hill Society in haar geboorteplaats in Wisbech.